# Annie Pelletier
Annie Pelletier, född den 22 december 1973 i Montréal, är en kanadensisk simhoppare.
Hon tog OS-brons i svikthopp i samband med de olympiska simhoppstävlingarna 1996 i Atlanta.